# Damir Miranda
Damir Miranda Mercado (Santa Cruz de la Sierra, 1985. október 26. –) bolíviai labdarúgó, a Bolívar középpályása.